# La noche del pirata
La noche del pirata è un film del 2011, diretto da Juan Carlos Blanco.

## Trama
Dani, un bambino di 9 anni, cade nello sconforto quando il suo cane Terranova di nome Pirata muore in un incidente. Quando si trasferisce con la famiglia a Veracruz City, il bambino stringe amicizia con Paddy OBrien, il guardiano del vecchio faro, che è in grado di vedere il fantasma di Pirata. I tre si ritroveranno a dover affrontare una straordinaria avventura e a scontrarsi contro il feroce pirata Barbarrota.